# Facultad de Derecho (Universidad Complutense de Madrid)
La Facultad de Derecho de la Universidad Complutense de Madrid (UCM) es uno de los principales Centros de Universidad donde se cursan, actualmente, los estudios de Derecho y de otras disciplinas relacionadas del ámbito de las ciencias sociales y jurídicas. Su festividad patronal es el 23 de enero, San Raimundo de Peñafort.
Se ubica en la plaza de Menéndez Pelayo de la Ciudad Universitaria de Madrid que, junto a las facultades de Filosofía y Geografía e Historia, forma el llamado "conjunto de las letras", siguiendo todos los edificios el mismo estilo arquitectónico.

## Historia

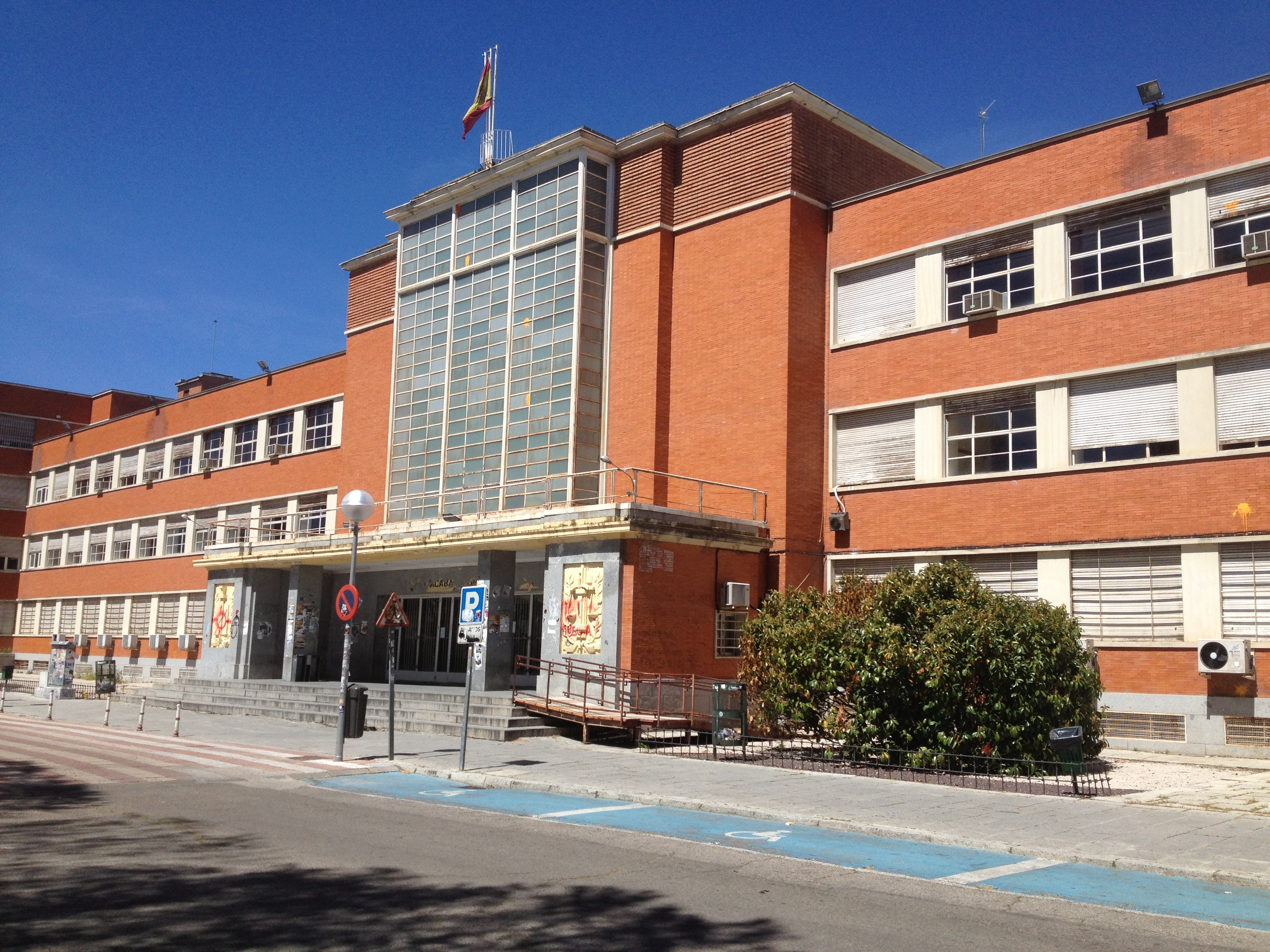
Fachada principal.

### Orígenes
El origen de esta facultad se encuentra en el siglo XVI en la Universidad Cisneriana que existía en Alcalá de Henares, concretamente, en su Escuela de Cánones. La especialización se otorgaba a través del Colegio de San Ildefonso que se convirtió en el eje de las reformas universitarias llevadas a cabo por el Cardenal Cisneros.
Para aquel entonces el emperador Federico I Barbarroja había publicado la Constitución Hábita para la Universidad de Bolonia, convirtiéndose dicho texto en el pilar rector jurídico de las universidades medievales. En España, una proposición de ley hecha por las Cortes de Castilla al monarca, a raíz de las Siete Partidas de Alfonso X, exige la especialización universitaria para ejercer la profesión jurídica. En 1567 todo ello queda plasmado en la Recopilación de Felipe II de España.

### SiglosXVIIyXVIII
A partir del siglo XVII, y bajo el rectorado de José de Orcasitas, la facultad asume también la misión de formar juristas civiles debido a las demandas de altos cargos que exigía el Estado, sobre todo por la necesidad de letrados ante los Consejos. En lugar de crear una dimensión facultativa paralela a la ya existente se optó por un articulado de cátedras en las distintas materias que, con las evoluciones pertinentes, se mantiene hasta el día de hoy.
Hacia el siglo XVIII fue necesario emprender las primeras grandes reformas: comenzaron a usarse los libros de texto en lugar de los tradicionales apuntes manuscritos que albergaban muchos errores y se luchó por una mayor calidad de la enseñanza y contra el alto abstencionismo de la época. Además, la expulsión de los jesuitas llevada a cabo por Carlos IV aumentó considerablemente el número de volúmenes de la Biblioteca Complutense. Más adelante se intenta romper con la identificación que se hacía de la Complutense con el Colegio de San Ildefonso, por lo que se decide nombrar a los rectores desde la Real Orden y no desde el Colegio.

### SiglosXIXyXX
En este periodo destacan tres aspectos fundamentales: la constante de mejorar los planes de estudios tanto de la licenciatura como del doctorado, el cambio de nombre de la institución y el traslado desde Alcalá de Henares a Madrid. Respecto a la vida interna de la facultad destaca por la creación de la Institución Libre de Enseñanza por parte del catedrático de la misma Francisco Giner de los Ríos. Además, dos leyes de este siglo marcarán la vida académica; una, sobre el nuevo modelo de corrección de exámenes de licenciatura y doctorado y, otra, la Ley General de Instrucción Pública, del entonces Ministro de Fomento Claudio Moyano y Samaniego, que dividía la enseñanza universitaria en facultades, institutos superiores y escuelas profesionales. A su vez, la Facultad de Derecho quedó dividida en tres secciones: Cánones, Leyes y Administración, aunque posteriormente quedó en dos ramas; una, de Derecho Civil y Canónico y, otra, de Derecho Administrativo.
A principios del siglo XX entra en funcionamiento la Escuela Matritense de Estudios Superiores de la Facultad de Derecho, embrión de la actual Escuela Jurídica, con la intención de intensificar desde la propia facultad la práctica jurídica.
La sede actual de la facultad en la Ciudad Universitaria de Madrid se debe al arquitecto Agustín Aguirre López y se inauguró el 9 de octubre de 1956. En la década de 1970 fue objeto de ampliación para albergar la biblioteca a cargo del arquitecto Javier Carvajal Ferrer.

### La facultad actualmente

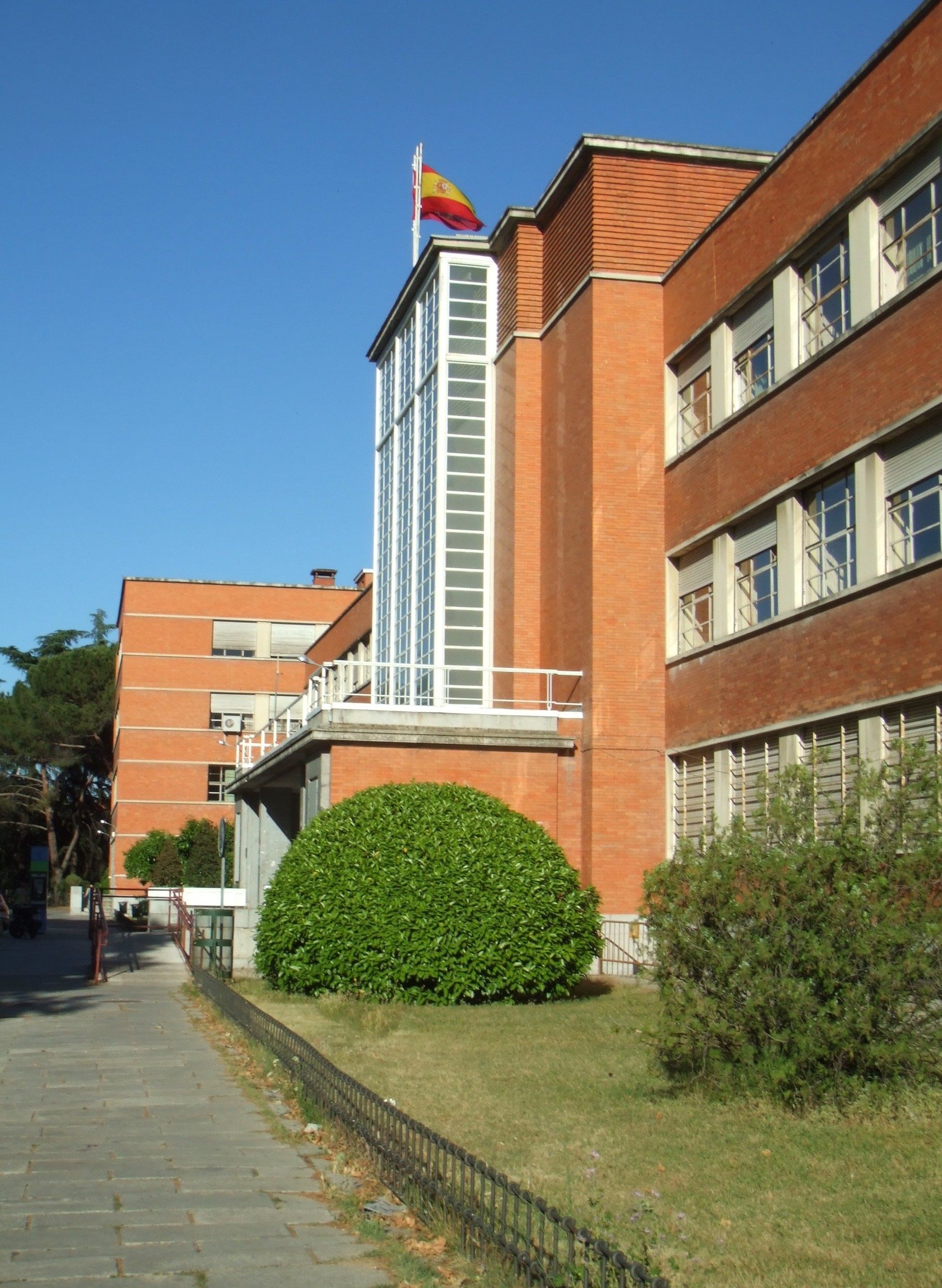
Fachada principal.

Hoy, la Facultad de Derecho de la UCM es un centro de referencia a nivel nacional dentro de los estudios jurídicos. La Facultad cuenta con una Escuela de Especialización Profesional, denominada Escuela de Práctica Jurídica (EPJ), sita en la Calle de Amaniel 2, junto a Plaza de España.

## Estudios[10]

### Programas de Grado
- Grado en Derecho.
- Grado en Criminología.
- Grado en Derecho Comparado.
- Grado en Relaciones Laborales y Recursos Humanos.
- Doble Grado en Derecho y Administración y Dirección de Empresas.
- Doble Grado en Derecho y Ciencias Políticas y de la Administración Pública.
- Doble Grado en Derecho y Relaciones Laborales y Recursos Humanos.
- Doble Grado en Derecho y Filosofía.
- Doble Grado en Derecho y Estudios Jurídico Militares

### Programas de máster
- Máster Universitario en Acceso a la Profesión de Abogado.
- Máster Universitario en Derecho Español Vigente y Comparado (impartido en Puerto Rico).
- Máster Universitario en derecho internacional.
- Máster Universitario en derecho parlamentario, Elecciones y Estudios Legislativos.
- Máster Universitario en El derecho penal ante el fenómeno de la corrupción y de la delincuencia organizada.
- Máster Universitario en Estudios Avanzados de derecho laboral y Proceso Laboral.
- Máster Universitario en Estudios Avanzados de derecho financiero y tributario (conjunto con Udima).
- Máster Universitario en medio ambiente: Dimensiones Humanas y Socioeconómicas.

### Programas de doctorado
- Doctorado en Derecho.

### Programas de título propio de la UCM
- Máster Propio UCM en Asesoría Jurídica de Sociedades.
- Máster Propio UCM en Derecho de los Negocios Internacionales.
- Máster Propio UCM en Derecho Internacional y Relaciones Internacionales.
- Máster Propio UCM en La Protección Constitucional y el sistema interamericano de los Derechos Fundamentales.
- Especialista en Derechos Humanos.
- Experto e Intérprete de lengua de signos españolapara uso General.
- Experto en Mediación Interlingüística y Comunicación en Lengua de Señas Española.
- Experto en Nulidades y Disoluciones Matrimoniales: Jurisdicción Eclesiástica/Eficacia Civil.
- Experto en Seguridad Social (semipresencial).[11]

### Colaboración en otros programas
- Máster Universitario en Ciencias de las Religiones.

## Organización
- Gobierno
  - Decano
  - Equipo de Gobierno
  - Junta de Facultad
- Departamentos del Centro
  - Departamento de Derecho Administrativo
  - Departamento de Derecho Civil
  - Departamento de Derecho Constitucional
  - Departamento de Derecho del Trabajo y Seguridad Social
  - Departamento de Derecho Internacional, Eclesiástico y Filosofía del Derecho
  - Departamento de Derecho Mercantil, Financiero y Tributario
  - Departamento de Derecho Procesal y Derecho Penal
  - Departamento de Derecho Romano e Historia del Derecho
  - Sección Departamental de Economía Aplicada, Pública y Política (Derecho)
- Institutos de investigación
  - Instituto de Derecho Europeo e Integración Regional (IDEIR)
  - Derecho Comparado (IDC)
  - Derecho Parlamentario (IDP)
  - Instituto Complutense de Estudios Jurídicos Críticos

## Decanos
- En Alcalá de Henares:
  - Hernán Páez.
  - Juan de Ovando y Godoy.
  - Francisco Xavier Verejo.
- En Madrid-San Bernardo:
  - Lorenzo Arrazola.
  - Andrés Rodríguez Leal.
  - Manuel Pérez.

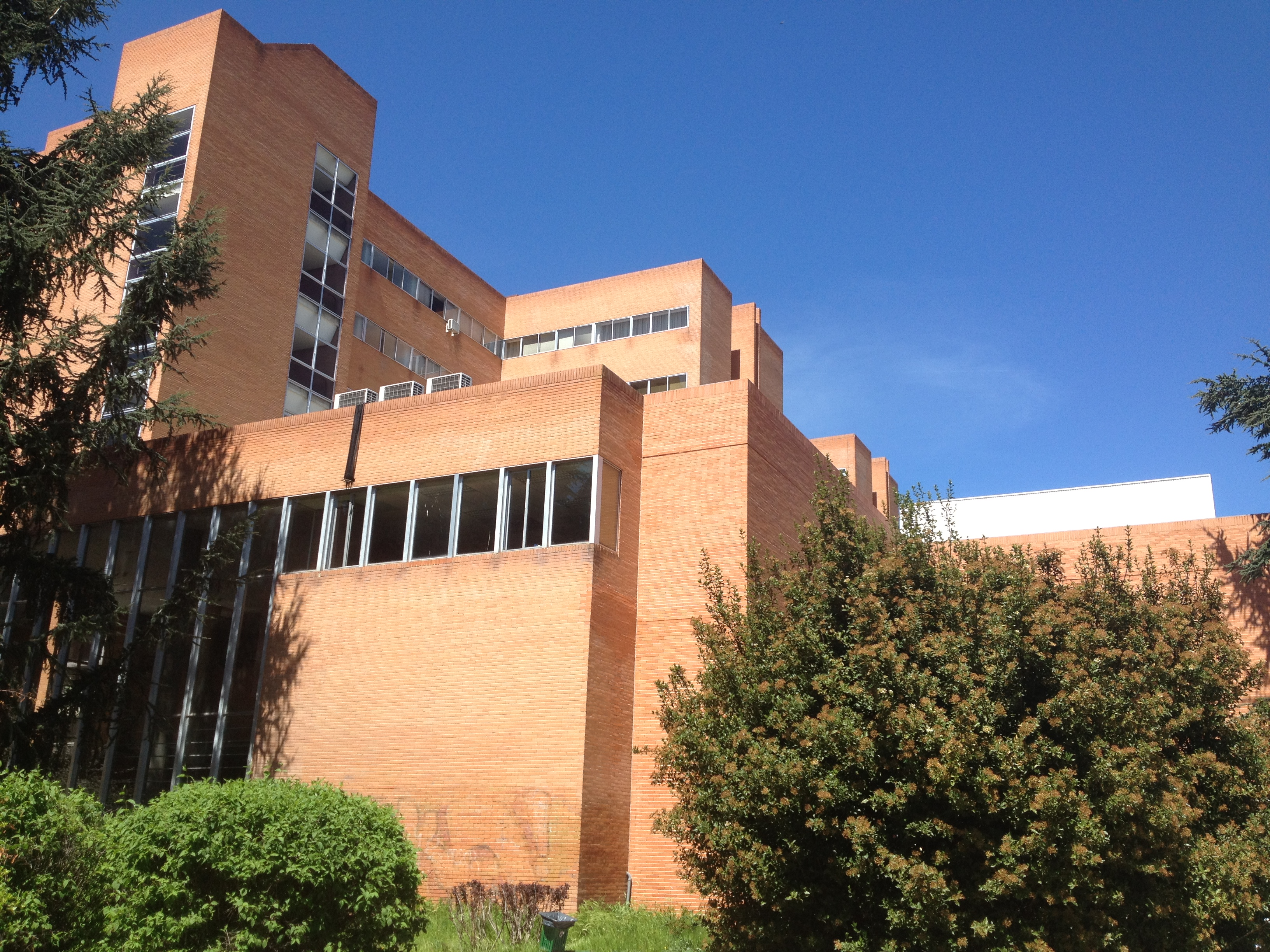
Ampliación del edificio de la Facultad, inaugurada en la década de 1970

  - Pedro Sabau y Larroya (bajo su autoridad decanal la facultad adquiere su actual nombre).
  - Juan Antonio de Andonaegui.
  - Santiago Diego Madrazo.
  - Manuel Colmeiro y Pinedo.
  - José Moreno Nieto.
  - Augusto Comas y Arqués.
  - Benigno Cafranga y de Pando.
  - Eduardo Palou y Flores.
- Durante la guerra civil española:
  - José Manuel Piernas Hurtado.
  - Vicente Santamaría de Paredes.
  - Rafael Altamira.
  - Adolfo González-Posada y Biesca.
- En Madrid-Ciudad Universitaria:
  - Juan Iglesias Santos (1953-1954)
  - Luis Legaz Lacambra (1976).
  - Mariano Aguilar Navarro (1977-1980).
  - Horacio Oliva García (1981-1984).
  - Gustavo Villapalos Salas (1984-1987), catedrático de Historia del Derecho español y rector de la UCM.
  - José Iturmendi Morales (1987-2008), catedrático de Filosofía del Derecho.
  - Raúl Leopoldo Canosa Usera,(2008-2016) catedrático de Derecho Constitucional.
  - Ricardo Alonso García, (2016-2024) catedrático de Derecho Administrativo.
  - José Manuel Almudí, (desde 2024) catedrático de Derecho Tributario.

## Instalaciones
La facultad se organiza en varios edificios dentro del "conjunto de las letras" de la madrileña Ciudad Universitaria. El edificio principal y más antiguo, cuya fachada da a la Plaza Menéndez Pelayo, data de 1956 y se hizo en armonía con la Facultad de Filosofía, que fue reinaugurada por el general Franco un 12 de octubre de 1941. No obstante, la Facultad de Derecho es de proporciones mucho mayores. La altura de este edificio varía entre las dos y las cuatro plantas a las que hay que añadir un sótano. En él se encuentran el decanato, el aula magna y el salón de grados, entre otros, además de las aulas antiguas en anfiteatro.
A éste se agregó en la década de 1970 el edificio de departamentos, comunicándolo con dos pasarelas, donde se ubican los despachos de todos los profesores, la biblioteca, aulas, el auditorio, así como las salas de juntas de todos los departamentos y varias asociaciones.
Posteriormente se añadió la Escuela Jurídica, en la parte trasera del edificio principal. Es de tamaño pequeño, en comparación con los otros edificios y no sigue el estilo del "conjunto de las letras". En ella se imparten estudios de doctorado, así como otros relacionados con la judicatura, el notariado y la procuradoría.
La última incorporación es el edificio nuevo que se sitúa en la ampliación de la Plaza Menéndez Pelayo y sí sigue la armonía del conjunto. En él hay modernas aulas informatizadas donde se imparten el grado en Relaciones Laborales y el de Criminología, entre otros.

### Biblioteca
La Biblioteca de Derecho forma parte de la Biblioteca Complutense (BUC), la segunda que más volúmenes alberga del país tras la Biblioteca Nacional de España convirtiéndose, por tanto, en un importante depósito de consulta jurídica y política, así como, en referencia dentro de las bibliotecas y hemerotecas jurídicas de Madrid. 
El 1 de julio de 2013 la Biblioteca de Derecho se traslada a la Biblioteca María Zambrano, donde ocupa la Sala Rafael Ureña, en la calle Profesor Aranguren. 
Por su parte, las bibliotecas propias de cada departamento, que conforman la estructura general de la biblioteca de Derecho, siguen en su ubicación.

## Conflicto político
Dentro de la ola de violencia política en la Transición española, el 26 de enero de 1979 se produjo un asalto a la facultad de derecho reivindicado por parte de ultraderechistas con motivo del segundo aniversario del asesinato de la Matanza de Atocha de 1977. Entre varios incidentes del estilo, el 14 de diciembre de 1980 resulta asesinado Juan Ignacio González, líder del Frente de Juventudes (FJ), la plataforma juvenil de Fuerza Nueva y con miembros implicados en el asalto anteriormente mencionado. En su momento la policía sospechó que debía tratarse de un ajuste de cuentas entre grupos afines. Al día siguiente volvieron a vivirse episodios violentos en la facultad.
El 17 de marzo de 1998, tres estudiantes miembros de la Unión de Estudiantes Progresistas - Estudiantes de Izquierdas (UEP-EI), entre los que se encontraba Pablo Iglesias Turrión, fueron agredidos por una decena de militantes de la Alianza por la Unidad Nacional (AUN) y de la asociación de extrema derecha después de que los estudiantes de izquierdas retiraran una pancarta que agradecía al dictador chileno Augusto Pinochet 25 Años de Paz y de Justicia. Pocos días después se realizó una concentración antifascista en el vestíbulo la facultad para exigir que las autoridades académicas dejaran de amparar la presencia de grupos extremistas en la Universidad Complutense de Madrid. Durante la concentración se produjo un enfrentamiento entre estudiantes de ideologías políticas incompatibles del que resultó herido por un puñetazo el presidente de la asociación de corte falangista ya extinta Frente de Estudiantes Sindicalistas (FES). Meses después, tres militantes de Acción Universitaria Nacional fueron condenados en el juicio por la agresión a los estudiantes de UEP-EI.
En noviembre de 2007 se produce otro incidente de gravedad cuando miembros del Batallón Antifascista de Madrid (BAF)  se manifestaron en el vestíbulo del "edificio viejo" en protesta por el asesinato de un menor antifascista, Carlos Palomino a manos de un militar.
En abril de 2016 volvió a vivirse otro episodio de violencia política cuando un comando neonazi agredió brutalmente a cinco estudiantes de Derecho en la puerta de la Facultad de la Universidad Complutense. Las víctimas formaban de la Unión de Estudiantes Progresistas, al igual que en el incidente de marzo del 98 mencionado anteriormente.

## Otros servicios
- Cafetería,
- Capilla,
- Gimnasio,
- Reprografía, vigente pero en desuso desde la implantación del campus virtual.

Existe igualmente una importante actividad estudiantil manifestada en sus más de quince asociaciones de estudiantes:
- A.C. Atlántida.
- Asociación Cultural Alonso Martínez
- Arcópoli Derecho.
- Asociación Cultural Reino de Arckham.
- Asociación de Viajes Universitarios.
- Asociación “Economía, Derecho y Deporte”.
- Asociación “ELSA”.
- Asociación Estudio y Trabajo (AET).
- Asociación Fundamento Jurídico.
- Asociación para la Defensa e Integración Universitaria (ADIU).
- Asociación Solidaridad en Derecho.
- Club Deportivo Derecho.
- Encuentro Universitarios Católicos-Nasciturus (EUC).
- Estudiantes por el Progreso del Derecho (ASEP).
- Estudiantes de Derecho Reformistas (ED).
- Foro Universitario Francisco de Vitoria.
- Sociedad de Debates Complutense.
- Tuna de Derecho.
- Unión Estudiantes Progresistas-estudiantes de izquierda (UEP-ei).